# Síndrome de hiperviscosidad
El síndrome de hiperviscosidad es un grupo de síntomas desencadenados por el aumento de viscosidad de la sangre. Los síntomas provocados por el aumento en la viscosidad de la sangre incluyen el sangrado espontáneo de las mucosas, alteraciones visuales por retinopatía y síntomas neurológicos tales como dolor de cabeza, vértigo, convulsiones y coma.
La hiperviscosidad puede ser causada por un incremento en las proteínas séricas o también un aumento en los elementos celulares de la sangre. Los niveles altos de proteínas en la sangre se puede observar en gammapatías monoclonales como la macroglobulinemia de Waldenström y en el mieloma múltiple (particularmente IgA e IgG3). Los recuentos celulares aumentados se pueden observar en la policitemia o en las leucemias.

## Diagnóstico
La viscosidad sérica debe ser medida. Los valores normales van entre 1,4 y 1,8 cp pero los síntomas de hiperviscosidad suelen aparecer con una viscosidad superior a 5 cp. Pacientes pueden también mostrar la clínica característica de la patología de base. Aquellos con mieloma mostrarán en el frotis sanguíneo el fenómeno de Rouleaux y un aumento en el gap de globulinas, lo que indica un aumento en la carga de paraproteínas. Mientras la viscosidad puede ser directamente medida, los resultados pueden tomar un par de días, por lo cual se requiere un alto grado de sospecha para realizar un diagnóstico precoz. Si la hiperviscosidad es sospechada, el tratamiento puede iniciarse antes de obtenerse los resultados del examen de viscosidad.

## Tratamiento
La plasmaféresis puede ser usada para disminuir la viscosidad en el caso del mieloma mientras que la leucoforesis y flebotomía puede ser usado en caso de leucemia y  policitemia respectivamente. Las transfusiones de sangre deberían ser utilizadas con cuidado por el riesgo de aumentar la viscosidad. La hidratación es una medida temporal mientras se espera la realización de una feresis. Incluso después del tratamiento, la condición recurrirá si es que no se trata la causa subyacente.
- Datos: Q1641166